# Edwin Pech
Edwin Pech (ur. 5 stycznia 1960 w Gajówce) – polski duchowny Kościoła Ewangelicko-Augsburskiego w RP, proboszcz Parafii Ewangelicko-Augsburskiej w Karpaczu. Inicjator prac rewaloryzacyjnych Świątyni Wang oraz współautor projektu „Via Sacra”.
Żonaty, ma dwóch synów.

## Życiorys
Absolwent studiów teologicznych Chrześcijańskiej Akademii Teologicznej w Warszawie.
28 grudnia 1986, po odbyciu praktyki w parafii w Cieszynie, został ordynowany w ewangelickim kościele w Skoczowie. Do roku 1989 pełnił funkcję wikariusza w parafii w Cieszynie. W 1990 został skierowany do pracy w parafii Wang w Karpaczu; od 1991 jej administrator. 7 listopada 1992 wybrany, a następnie wprowadzony w urząd proboszcza tej parafii.
W latach 1996–2006 pełnił funkcję radcy Diecezji Wrocławskiej Kościoła. W latach 1991–2006 członek, a od 2007 przewodniczący Komisji Ewangelizacyjno-Misyjnej Diecezji Wrocławskiej.
Od 2002 do 2017 roku był członkiem Synodu Kościoła Ewangelicko-Augsburskiego. W latach 2002–2006 Przewodniczący Synodalnej Komisji Rewizyjnej, a następnie Synodalnej Komisji Administracyjno-Gospodarczej.
Od kwietnia 2007 do 2012 przewodniczący Komisji XII Synodu ds. administracyjnych i gospodarczych.
Od roku 2009 do 2014 członek Rady Synodalnej Kościoła. 14 kwietnia 2012 r. ponownie wybrany na członka (XIII) Rady Synodalnej, w której piastował funkcję wiceprezesa. W latach 2014–2022 radca Konsystorza Kościoła Ewangelicko-Augsburskiego w RP.
12 grudnia 2007 r. w Pałacu Łazienkowskim w Warszawie otrzymał Nagrodę im. Brata Alberta Adama Chmielowskiego za wybitne osiągnięcia w dziedzinie działalności ekumenicznej.